# Mount Ishbel
Mount Ishbel – szczyt w prowincji Alberta, w Kanadzie, w paśmie Sawback Range. Jego wysokość wynosi 2908 m n.p.m. Po raz pierwszy został zdobyty w 1933 roku. Nazwę nadano w 1956 roku od imienia Ishbel MacDonald, najstarszej córki Ramsaya MacDonalda, byłego premiera Wielkiej Brytanii.